# Arenetra tenuis
Arenetra tenuis är en stekelart som beskrevs av Henry Keith Townes, Jr. 1978. Arenetra tenuis ingår i släktet Arenetra och familjen brokparasitsteklar. Inga underarter finns listade.